# Вулиця Шевченка (Івано-Франківськ)
Вулиця Шевченка в Івано-Франківську — вулиця в центральній частині міста, одна із найдавніших і найкрасивіших в Івано-Франківську. Названа на честь великого українського поета й мислителя Тараса Шевченка.
Тягнеться від вул. Січових стрільців до парку ім. Шевченка.

## Історія
Ще в XVII столітті тут була дорога, що прямувала від Станиславівської фортеці до так званої «звіринецької діброви», що є залишком Чорного лісу.
Вже на картах XVIII століття дорога зображена, як алея для прогулянок, обсаджена липами. Але немає жодної інформації про те хто і коли насадив тут липи.
У XIX столітті[джерело?] стала називатися Липовою вулицею. У 1920-х роках кінцеву частину вулиці від вул. 100-річчя Червоного хреста— початок центральної алеї теперішнього парку імені Тараса Шевченка на Алею креховецьких уланів, на честь польського полку, що за підтримки російського війська 24 липня 1917 року протягом п'яти годин стримував наступ німців на Станиславів та здобув перемогу у Битва на Криховецьких полях.
Уперше вулицю перейменували в 1934 році на честь міністра внутрішніх справ Польщі Броніслава Перацького після того, як він за вироком революційного трибуналу ОУН був страчений членами ОУН через погроми українського населення під час проведення страшної пацифікації в Галичині.
У вересні 1941 року, під час німецької окупації, повернули назву вулиці Липова. За радянської влади назву змінили спочатку на Червоноармійську, а 1953 року  — Сталіна, яку вулиця мала до 1961 року, коли пройшла хвиля критики політики тирана.
Тоді, у 1961 році, вулиця отримала теперішню назву Тараса Шевченка, на честь видатного українського Кобзаря.
Тарас Шевченко ніколи не відвідував Галичину. Найближчими такими місцями до Івано-Франківська є волинський Почаїв та подільський Кам'янець.

## Забудова
На початку XIX століття на вулиці було лише 16 невеликих будинків. Незабаром стала однією із улюблених для зведення нових будівель.

## Будівлі

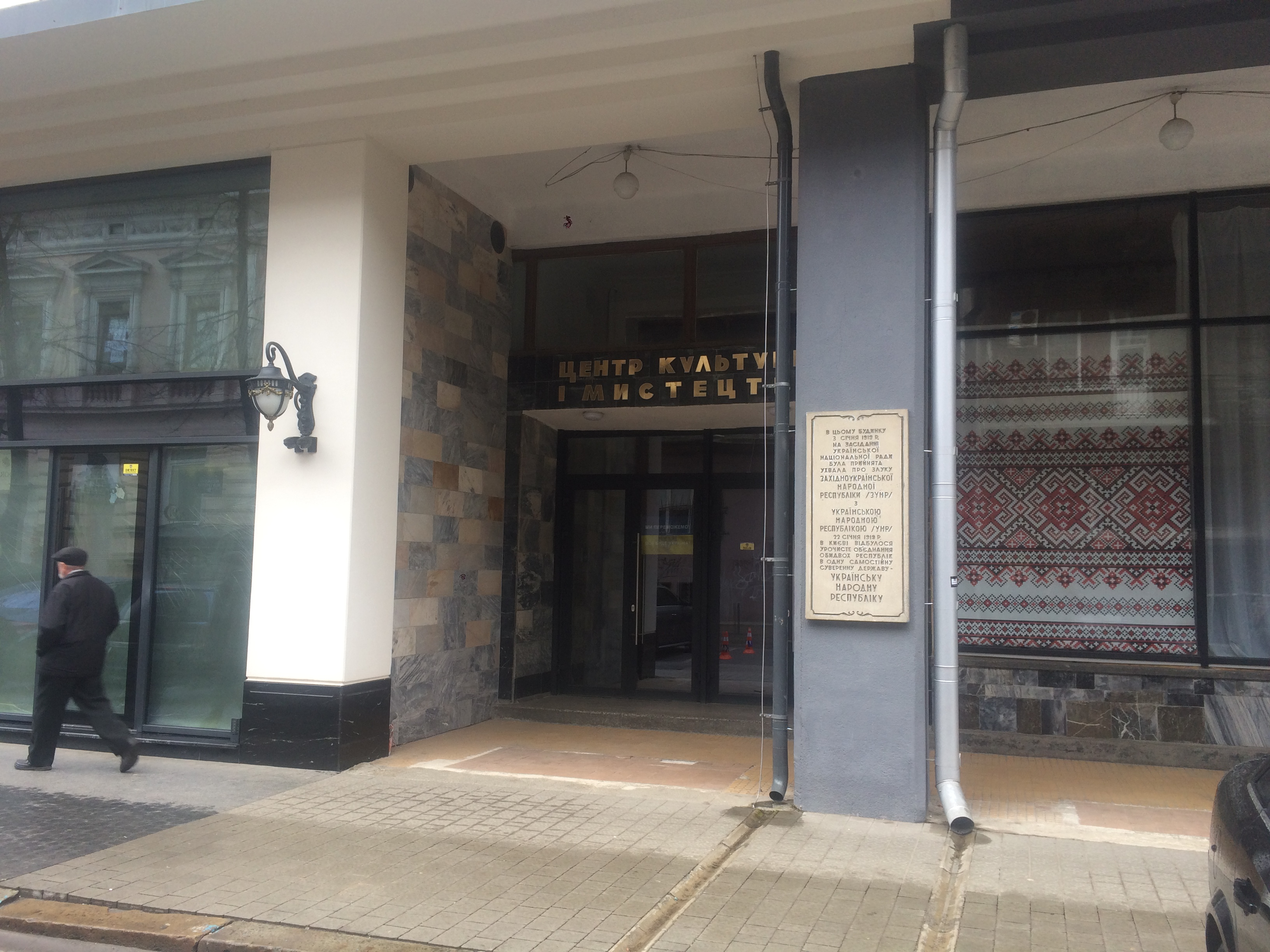
Вхід до зали, де був прийнятий Акт Злуки

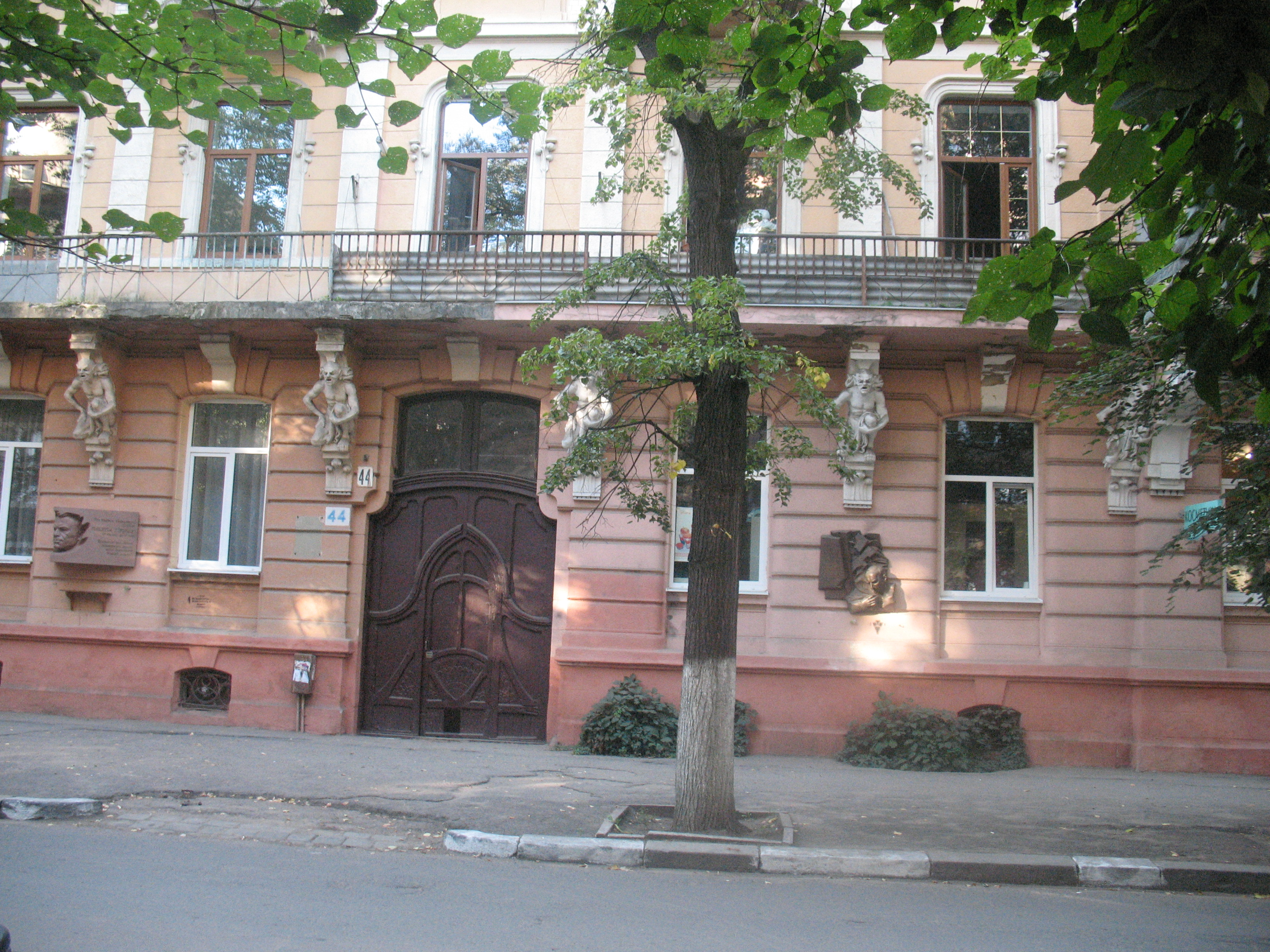
Будівля колишньої Станиславівської української гімназії на вулиці Шевченка, 44

- № 1. Готель «Дністер», споруджений 1 травня 1914, як будинок «Австрія», де містилися одні з найкращих, на той час у місті — готель, ресторан, кафе і третій за ліком міський кінотеатр. За часів ЗУНР готель перейменовано на «Одеса», у 1919—1939 роках — «Варшава», згодом — «Спартак», а вже від 1960 року — «Дністер». У цьому будинку 3 січня 1919 року в Станиславові — тимчасовій столиці ЗУНР — схвалений історичний Акт Злуки з Українською Народною Республікою.
- № 3. У цьому будинку до 1939 року працювала приватна друкарня Леона Данкевича, в якій друкували українські і польські видання.
- № 11. Будівля колишньої католицької школи, збудована 1906 року, згодом — військовий комісаріат. У 1899 році єпископ Андрей Шептицький за власні кошти придбав ділянку під будівництво греко-католицької духовної семінарії. Із 1901 року розпочалося її будівництво за сприянням державних субсидій. Останнім ректором семінарії був отець доктор Авксентій Бойчук. НКВС арештували його у жовтні 1945 року та після двох років ув'язнення у Київській в'язниці заслали на десять років до Воркути. Трагічнішою була доля 19-ох семінаристів, яких у 1945 році розстріляли.
- № 12. Будівля зведена наприкінці XIX ст. Пам'ятка архітектури місцевого значення (охоронний №1158). Тут розташовувалося кафе «Під лиликом» на початку 1990-х років, яке вважають місцем творення «Станіславського феномену»[1].
- № 14. Спочатку в цій будівлі містилася консисторія УГКЦ, а після Львівського собору 1946 року і насильної ліквідації УГКЦ — консисторія Російської православної церкви і резиденція Івано-Франківського і Коломийського архієпископа РПЦ А. Пельвецького. Після смерті архієпископа у 1966 році будинок було передано під потреби музично-педагогічного факультету педагогічного інституту. Нині тут економічний факультет Прикарпатського національного університету імені Василя Стефаника.
- № 16. Двоповерхова кам'яниця споруджена 1843 року для адвоката А. Пшибиловського. 1883 року міська влада придбала її для резиденції новоствореного станиславівського єпископства. Тут свого часу мешкали єпископи Юліан Пелеш, Юліан Сас-Куїловський, Андрей Шептицький, Григорій Хомишин. На фасаді будинку встановлена меморіальна таблиця єпископу Хомишину. За радянської влади в будинку розташовувалася військова адміністрація. Від 2004 року у цій будівлі міститься Господарський суд Івано-Франківської області.
- № 18. Будинок в стилі цивільного будівництва XX століття — помешкання і адвокатська контора громадсько-політичного діяча доктора Юлія Олесницького, голови місцевої організації товариства «Просвіта».[2]
- № 20. До 1939 року в цьому одноповерховому будиночку містилося Єврейське музично-драматичне товариство імені Абрама Ґольдфадена, назване на честь відомого єврейського поета і драматурга Абрама Ґольдфадена (1840—1908). П'єсу Ґольдфадена «Суламіф» у 1910—1911 роках була в репертуарі київського театру Миколи Садовського.
- № 26. На місці будинку, в садибі Г. Лотрінгера за тодішньою адресою вул. Липова, 34 28 вересня 1868 році в місті виникла катастрофічна пожежа, внаслідок якої вигоріла чверть міста — 260 будинків. У вогні згоріли ратуша, церкви, пошта, суд, театр, крамниці, майстерні, дерев'яні будинки, в основному у центральній частині міста. Збитки від пожежі склали один мільйон ринських злотих.
- № 30. Прибутковий будинок, на розі вулиць Шевченка та Гординського, споруджений 1903 року за проєктом інженера Ізраеля Саул Штернгеля. Триповерховий будинок з високим цоколем, г-подібний у плані, поєднує в собі з елементи бароко та класицизму. Широкі сходи, високі стелі. Будинок пишно декорований ліпниною у вигляді лев'ячих голів, бородатих облич та велетенських стилізованих морських мушель, стрункими колонами з коринфськими капітелями. упродовж 1931—1941 років будинок у власності єврейського підприємця С. Шапіро. З початком німецької окупації Шапіро опиняється у ґетто, що було в районі вулиці Бельведерської, а кам'яниця переходить до українського книготорговця, педагога, члена Союзу українських купців і промисловців у Станиславові Петра Самоверського, котрий також обіймає посаду голови «Союзу батьківських кружків» і у вересні 1943 року ініціює відкриття у будинку «Домівки учня». На першому поверсі містилися їдальня та кухня, на другому — адміністрація та бібліотека з читальним залом, на третьому облаштували музей та глядацьку залу. Заклад функціював до приходу других совітів. Власник будинку вимушено емігрував до Аргентини, а сам будинок перетворили на звичайний житловий. Будинок найбільше постраждав під час Бухарестського землетрусу 1977 року — обвалилися перила балкону. В будинку мешкав відомий івано-франківський художник Леон Кондрачук.[3]
- № 32. До 1939 року тут містилася загальноосвітня школа імені Тадеуша Чацького. Тут навчався польський поет, сатирик, автор сценічного мистецтва, літературний перекладач єврейського походження Горацій Сафрін. У повоєнні роки тут було училище, згодом один з навчальних корпусів Івано-Франківського педагогічного інституту (нині — Прикарпатський національний університет імені Василя Стефаника). 1966 року в педагогічному інституті було відкрито музично-педагогічний факультет. На початку 1980-х років музично-педагогічний факультет перенесли в іншу будову (вул. Шевченка, 57), а в будинку на певний час «оселився» щойностворений художньо-графічний факультет. Згодом факультет перенесли в будівлю на вулиці Мазепи, а цей будинок далі використовувався для освітніх потреб, водночас служив гуртожитком для викладачів. Нині будинок стоїть пусткою, але поодинокі приміщення все ще використовуються під житло або склади старих меблів.[4]

- № 44. Колишня українська державна гімназія. Триповерхова кам'яниця оздоблена 1905 року скульптурами химер-атлантів, роботи скульптора Михайла Бринського. 1905 року на вимогу української громадськості австрійський уряд дав згоду на відкриття Станіславської української гімназії. Першим та довголітнім директором був призначений Сабат Микола. На його честь названа одна з центральних вулиць Івано-Франківська. Спочатку вона містилася в орендованому приміщенні на теперішній вул. Січових Стрільців, 26, а з 1908 року — на вул. Липовій. Закрита радянською владою у 1939 року та була перетворена в середню школу. В гімназії викладали: біолог і зоолог, пізніше професор Львівського університету В. Бриґідер, художник, колишній офіцер УСС Осип Сорохтей та навчалися: Олекса Гірник, який 21 січня 1978 року вчинив акт самоспалення на Тарасовій горі поблизу могили Тараса Шевченка у Каневі на знак протесту проти русифікації України (на фасаді встановлена меморіальна таблиця), композитор Анатолій Кос-Анатольський, художники Григорій Смольський, М. Зорій, письменник Святомир Фостун, діячі ОУН—УПА Степан Ленкавський (встановлена меморіальна таблиця), Дмитро Клячківський та інші відомі діячі.
- № 75. Корпуси Прикарпатського університету імені Василя Стефаника. У 1940 році на базі колишньої торгової гімназії створили вчительський інститут, 1950 року його реорганізували в педагогічний, 1971 року — присвоїли ім'я Василя Стефаника. 1992 року педагогічний інститут перетворили на Прикарпатський університет, у 2004 році він одержав статус національного. Університет динамічно розвивається, він налічує 18 000 студентів, до його складу входить 10 навчальних інститутів. Філії є в Долині, Коломиї і Мукачевому на Закарпатті. Викладацький корпус — 500 осіб, у тому числі 60 докторів, 300 доцентів.
- № 78. У 1890—1896 роках тут мешкав та працював письменник і видавець Василь Лукич (псевдонім Володимира Левицького).
- № 79. Кам'яниця споруджена напередодні Другої світової війни для власника шкірзаводу Марґошеса. У повоєнні роки тут відбувалися урочисті зустрічі, бо стіни другого поверху розсовуються, утворюючи один великий бенкетний зал. Нині тут будинок вчених Прикарпатського національного університету імені Василя Стефаника.
- № 82. Двоповерхова кам'яниця кінця XIX століття. У 1909 році її придбали українська громада міста для потреб «Селянської бурси». Від 1921 року тут діяла жіноча гімназія Українського педагогічного товариства. Найвідоміша її випускниця — письменниця Ірина Вільде. В бурсі у 1927—1931 роках мешкав, навчаючись у школі деревного промислу, майбутній видатний скульптор Григорій Крук. Нині тут Івано-Франківський фаховий коледж Прикарпатського національного університету імені Василя Стефаника.

### На початку алеї парку імені Тараса Шевченка
- № 95. Одноповерхова будівля. Тут, 26 серпня 1990 року встановлена меморіальна таблиця із барельєфом Тараса Франка, яка сповіщає, що: «В цьому будинку в 1939—1945 р.р. жив син Великого Каменяра український радянський письменник Тарас Іванович Франко (1889—1971)». Нині тут міститься Івано-Франківська обласна організація НСПУ.
- № 100, 102, 104. (Колишня адреса — Алея Уланів Креховецьких 6, 8, 10). Вілли споруджені у 1896—1897 роках.[5] Колишня назва «Три вілли в липах», належали В. Луцькому, С. Каліневичу, О. Кокуревичу. В будинку № 102 від 1946 року функціює дошкільний навчальний заклад № 5 «Теремок» (для дітей з ранніми проявами туберкульозної інфекції, малими та згасаючими формами туберкульозу).

## Вулиця в культурі
На вулиці Липовій знаходиться будинок головних героїв роману Софії Андрухович «Фелікс Австрія».
Біля будинків № 74 і 76 розташований пам'ятник письменнику Степану Пушику.

## Галерея

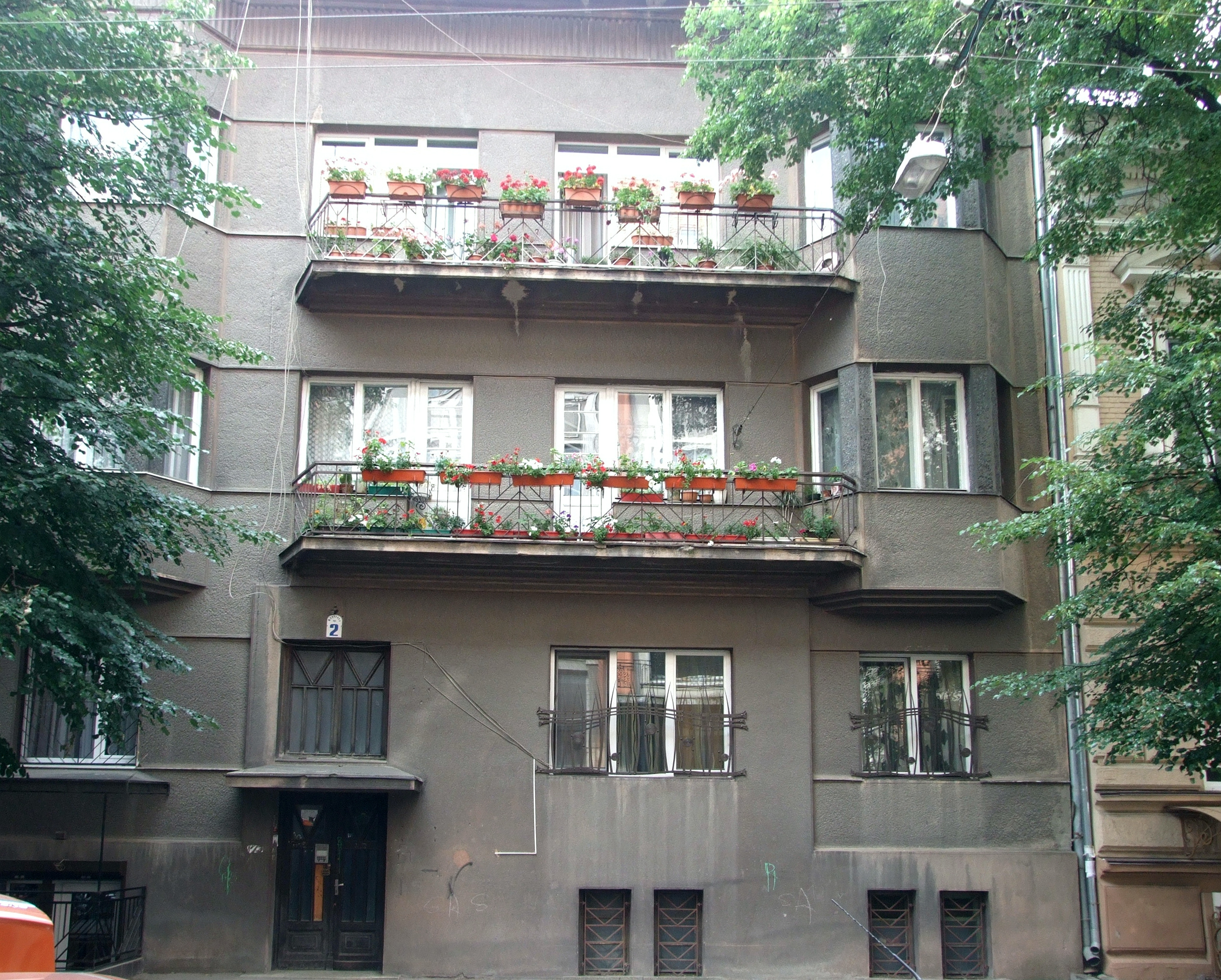
Будинок № 2
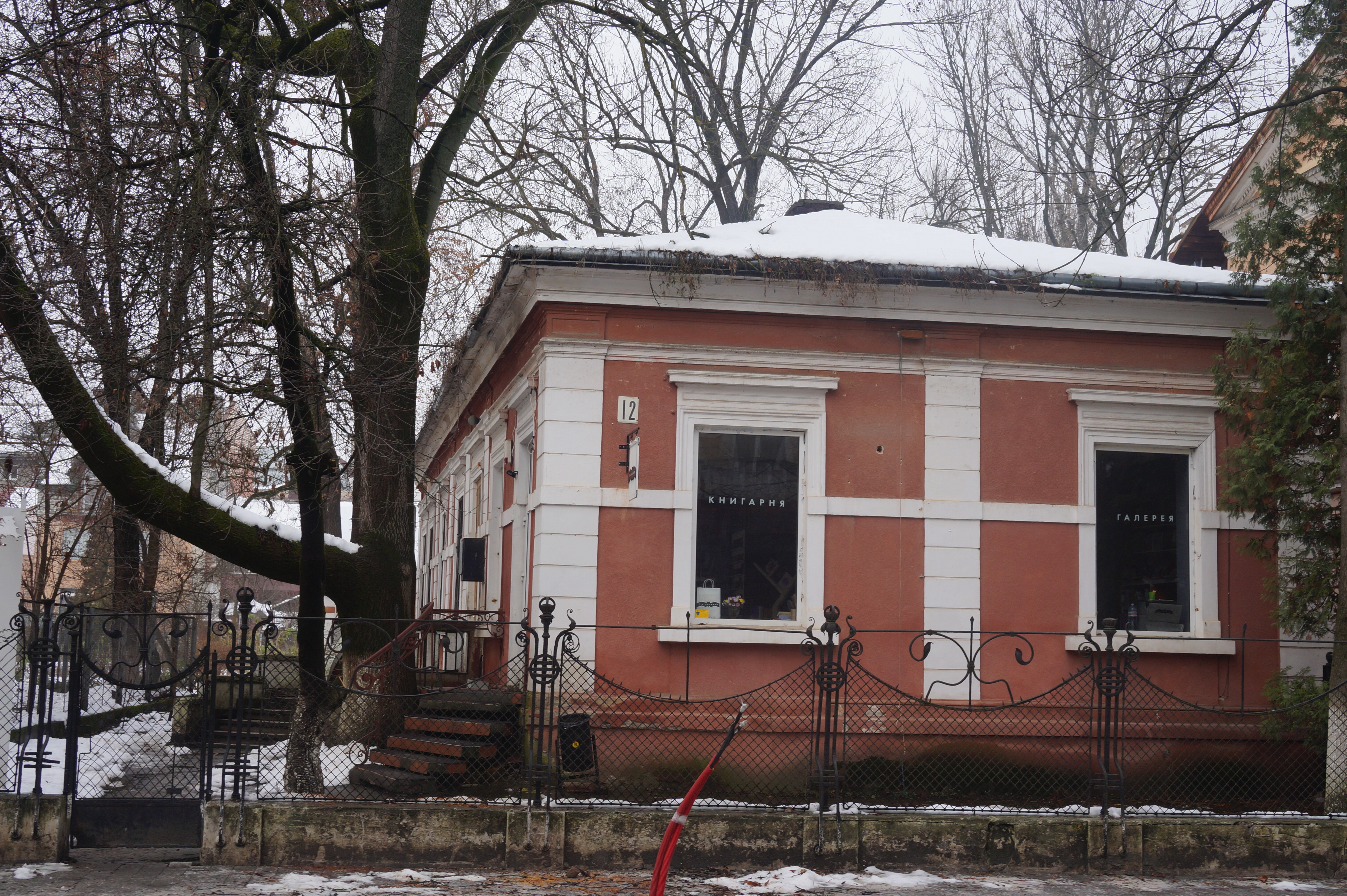
Будинок № 12
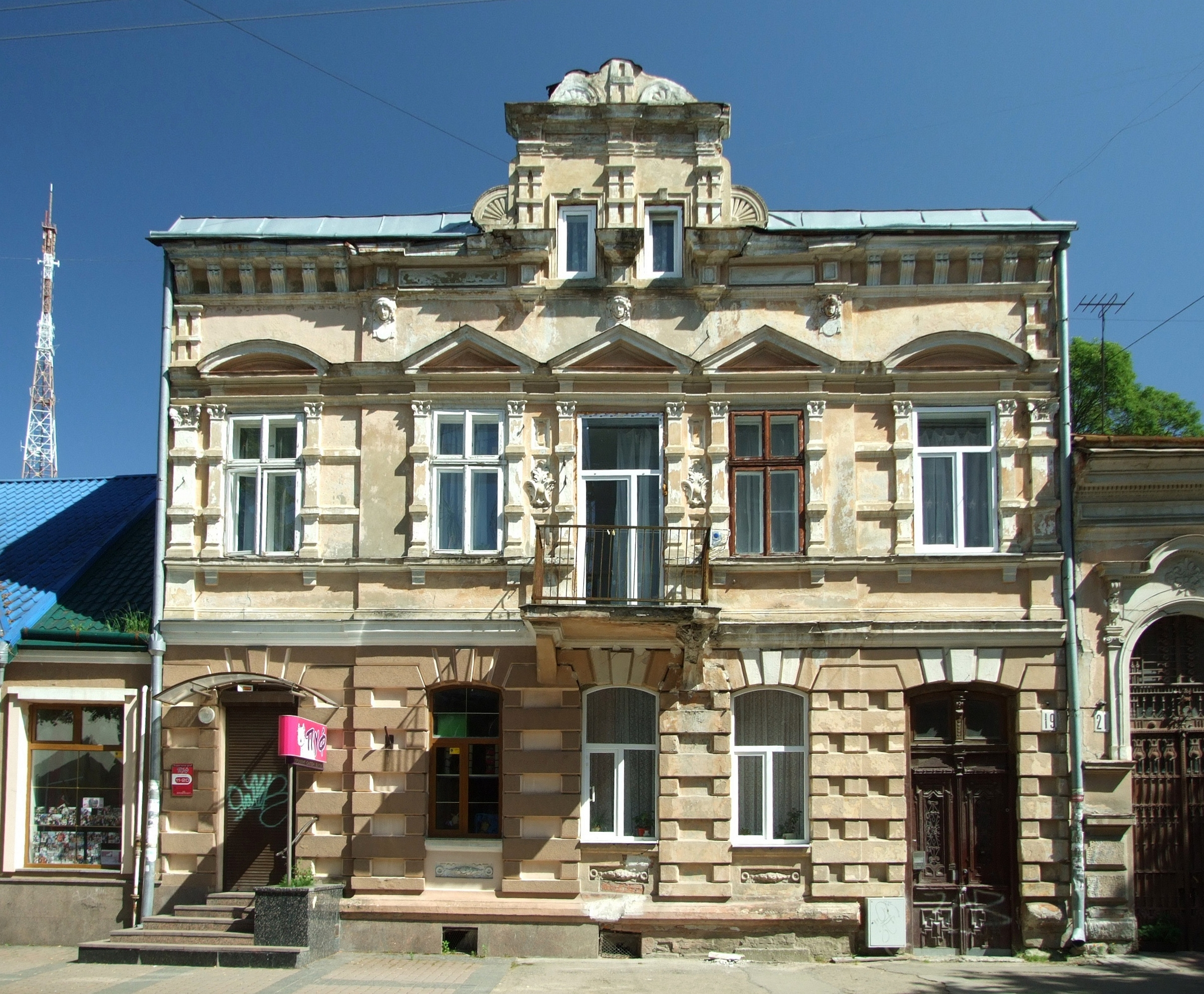
Будинок № 19
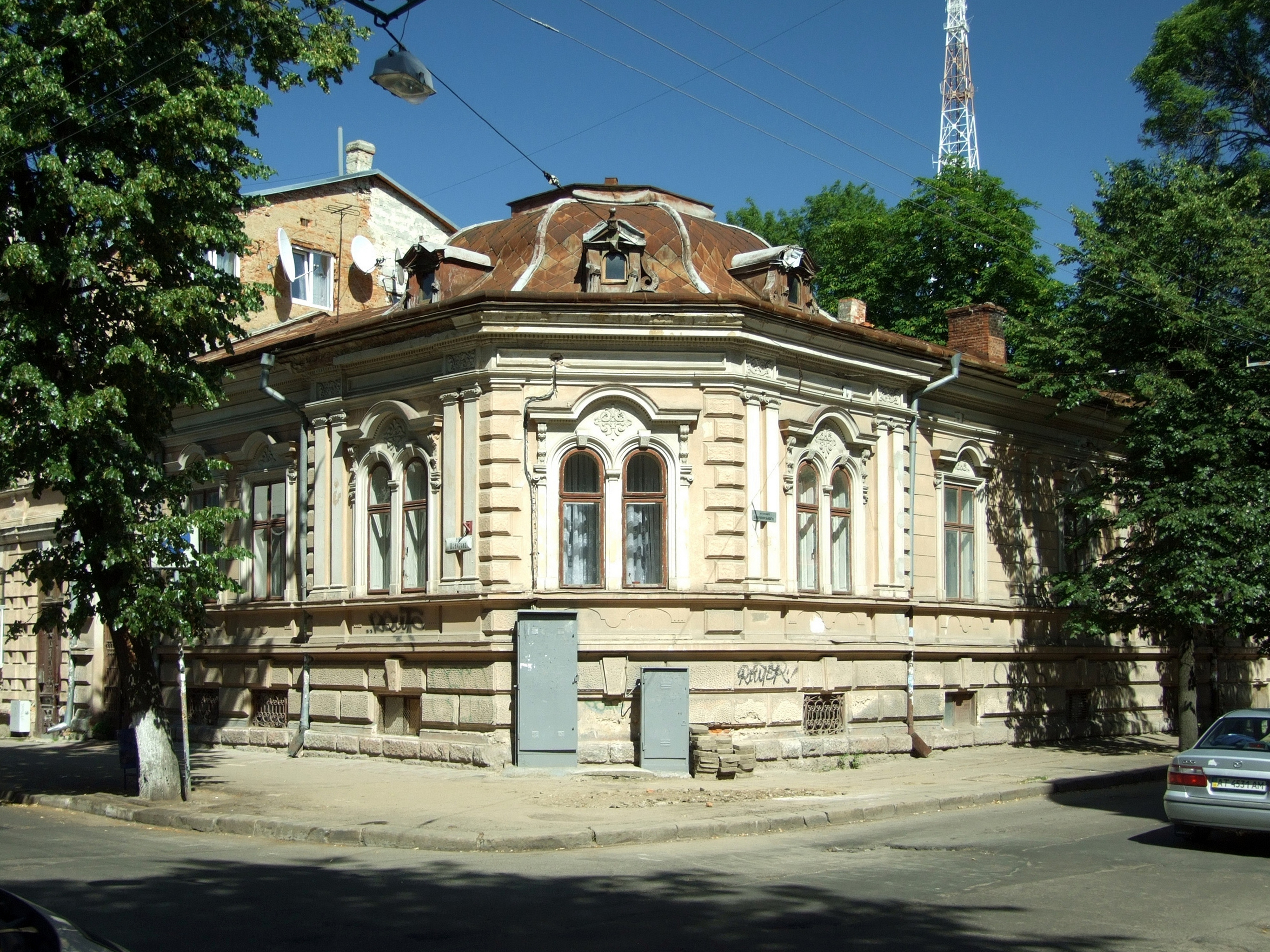
Будинок № 21
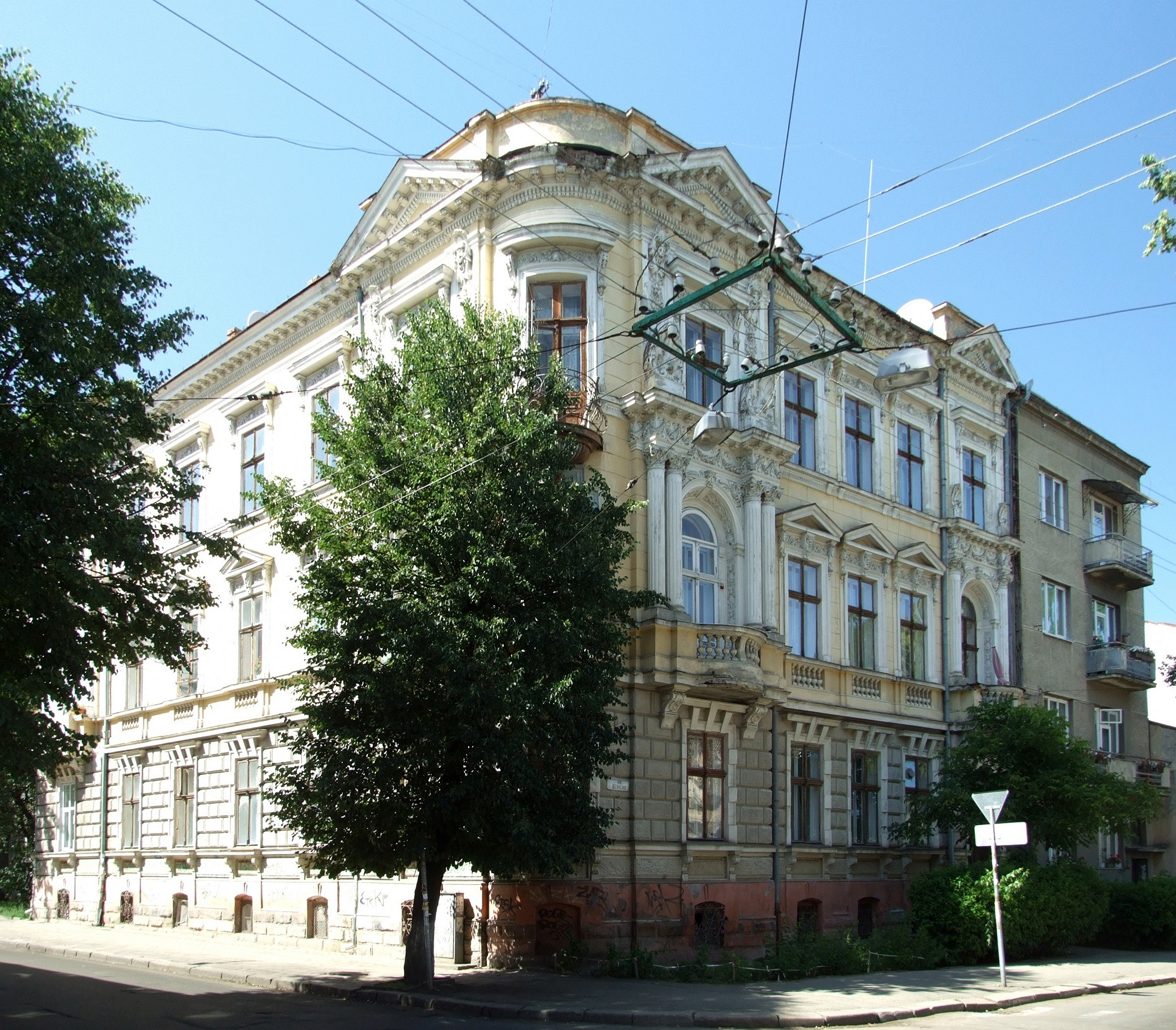
Будинок № 30
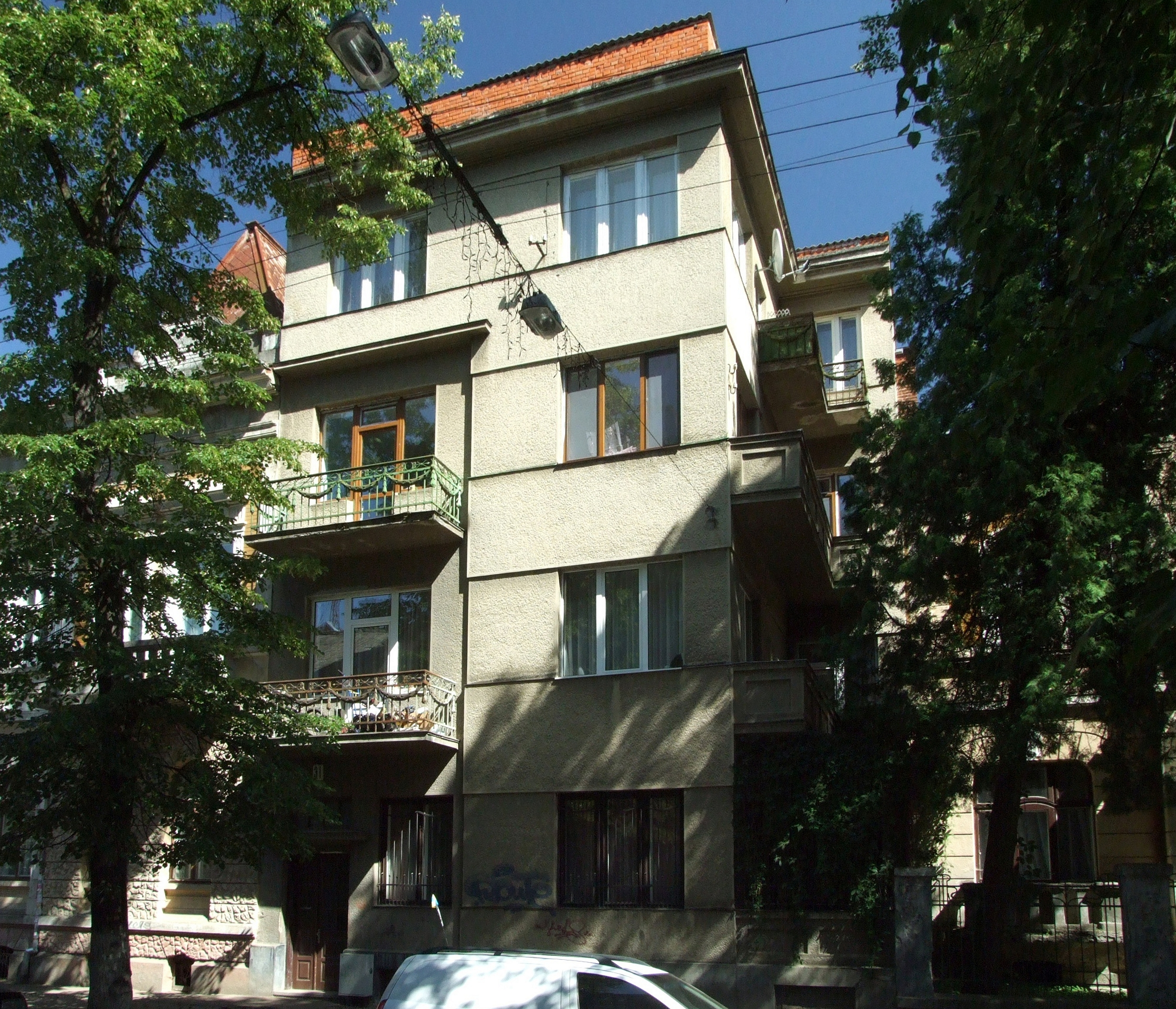
Будинок № 31
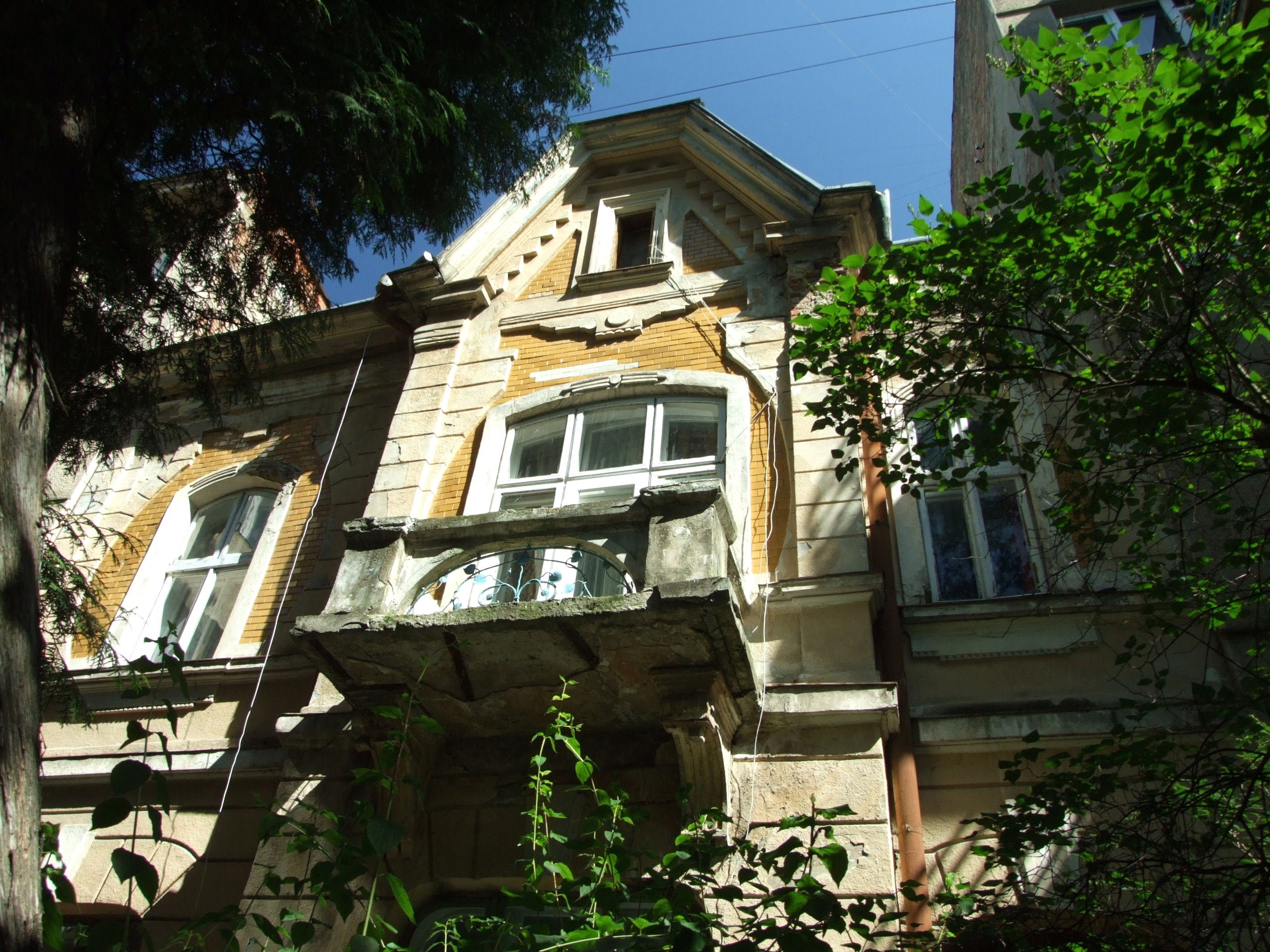
Будинок № 33
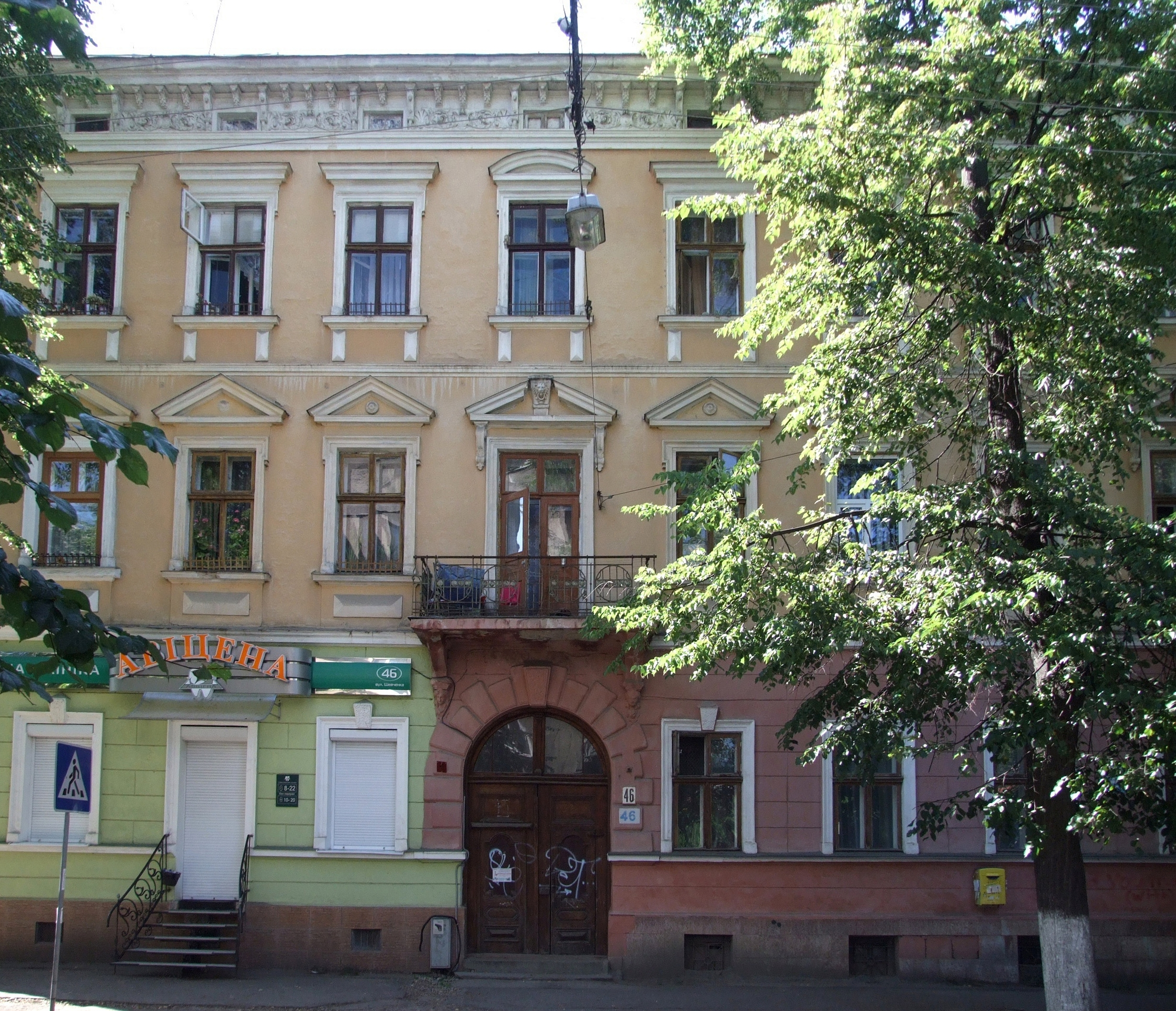
Будинок № 46
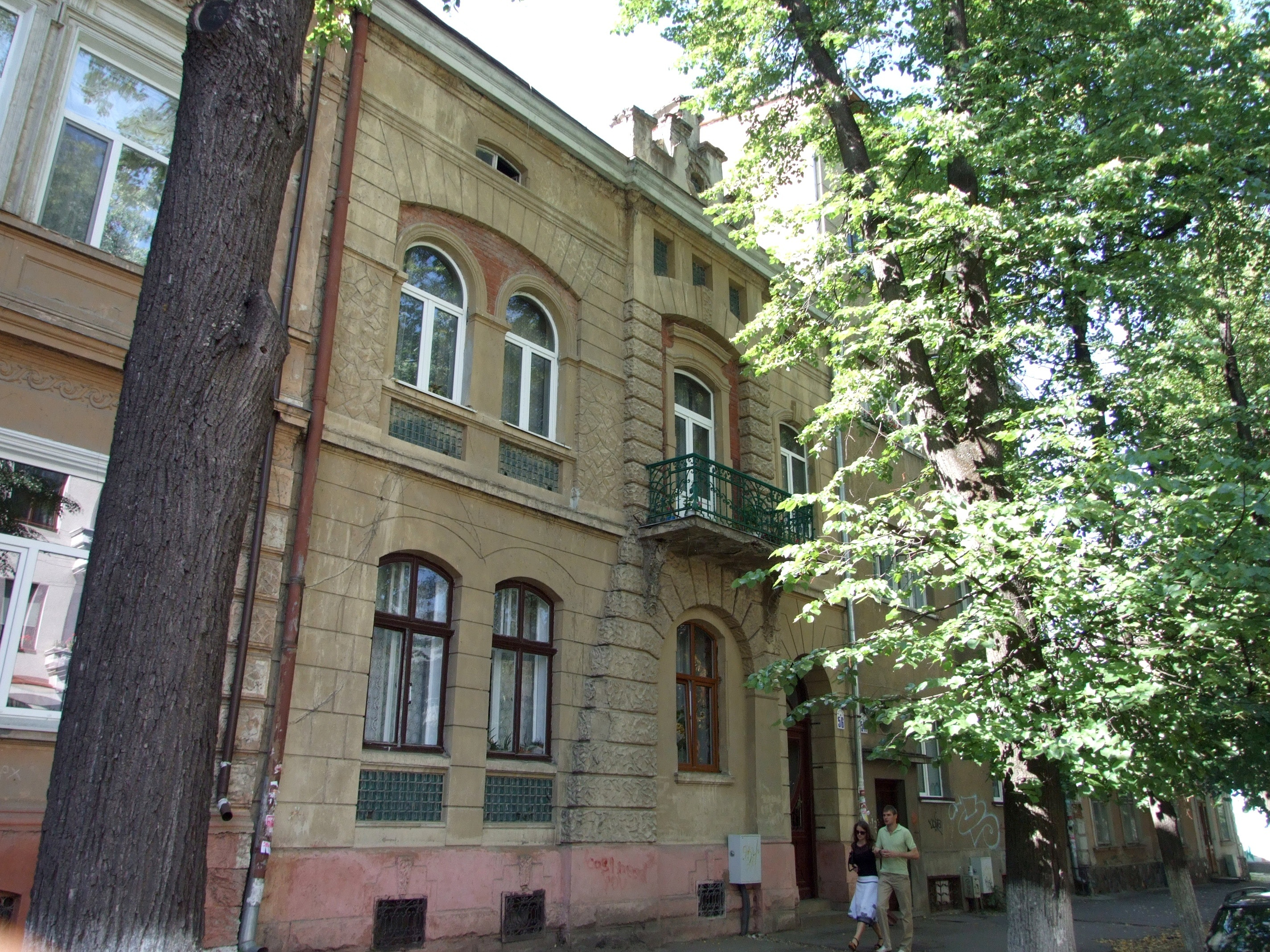
Будинок № 56
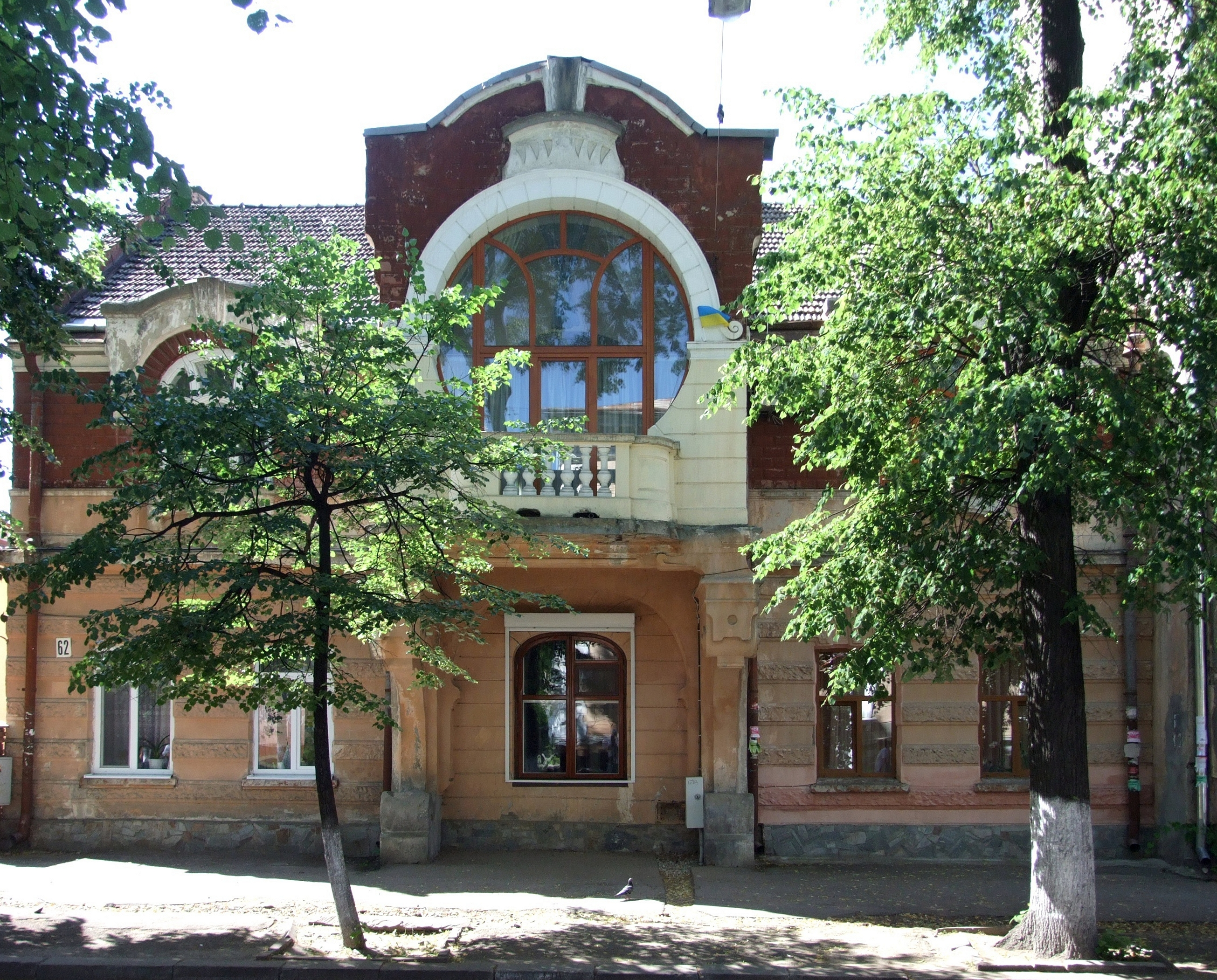
Будинок № 62
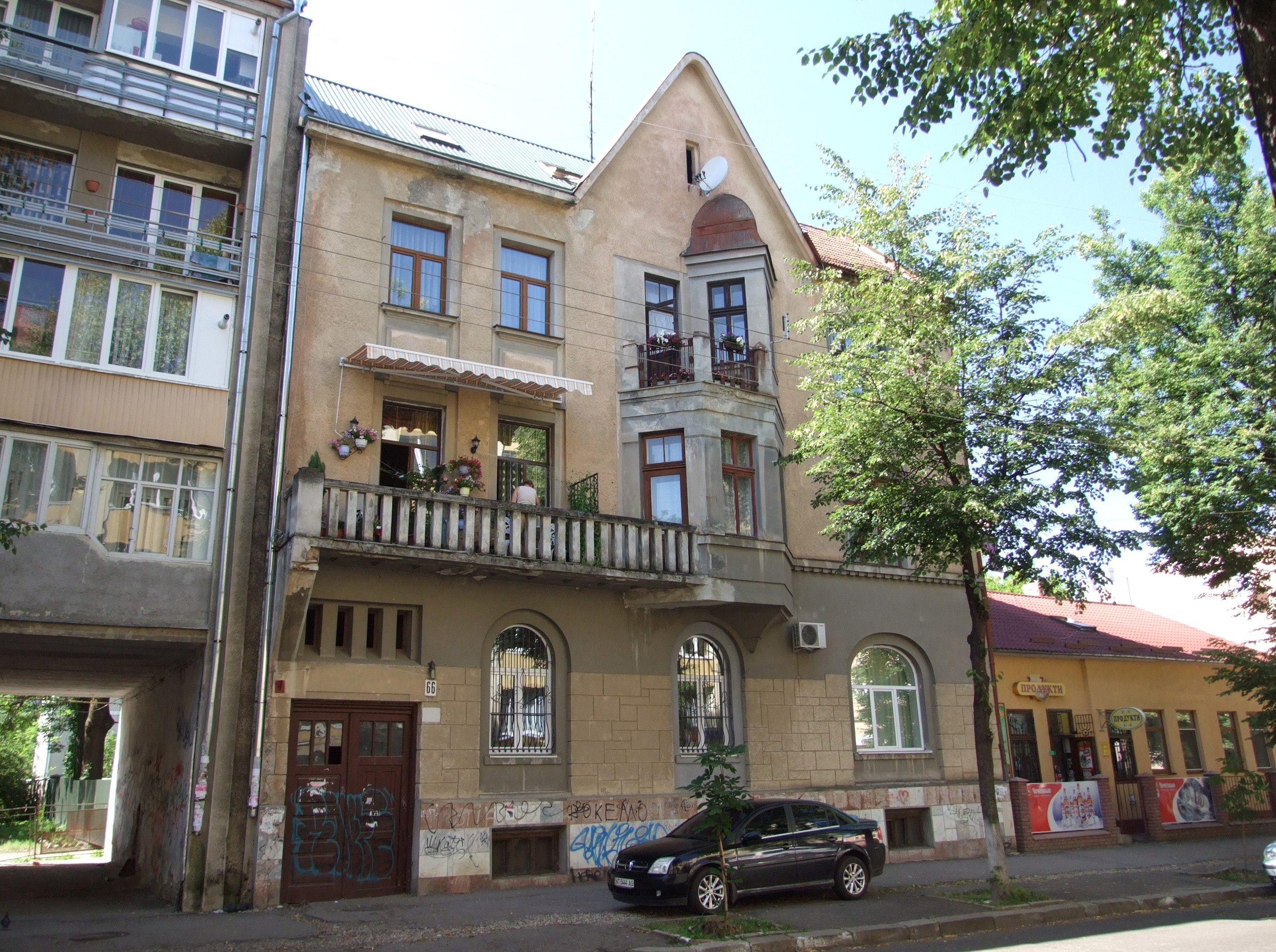
Будинок № 66
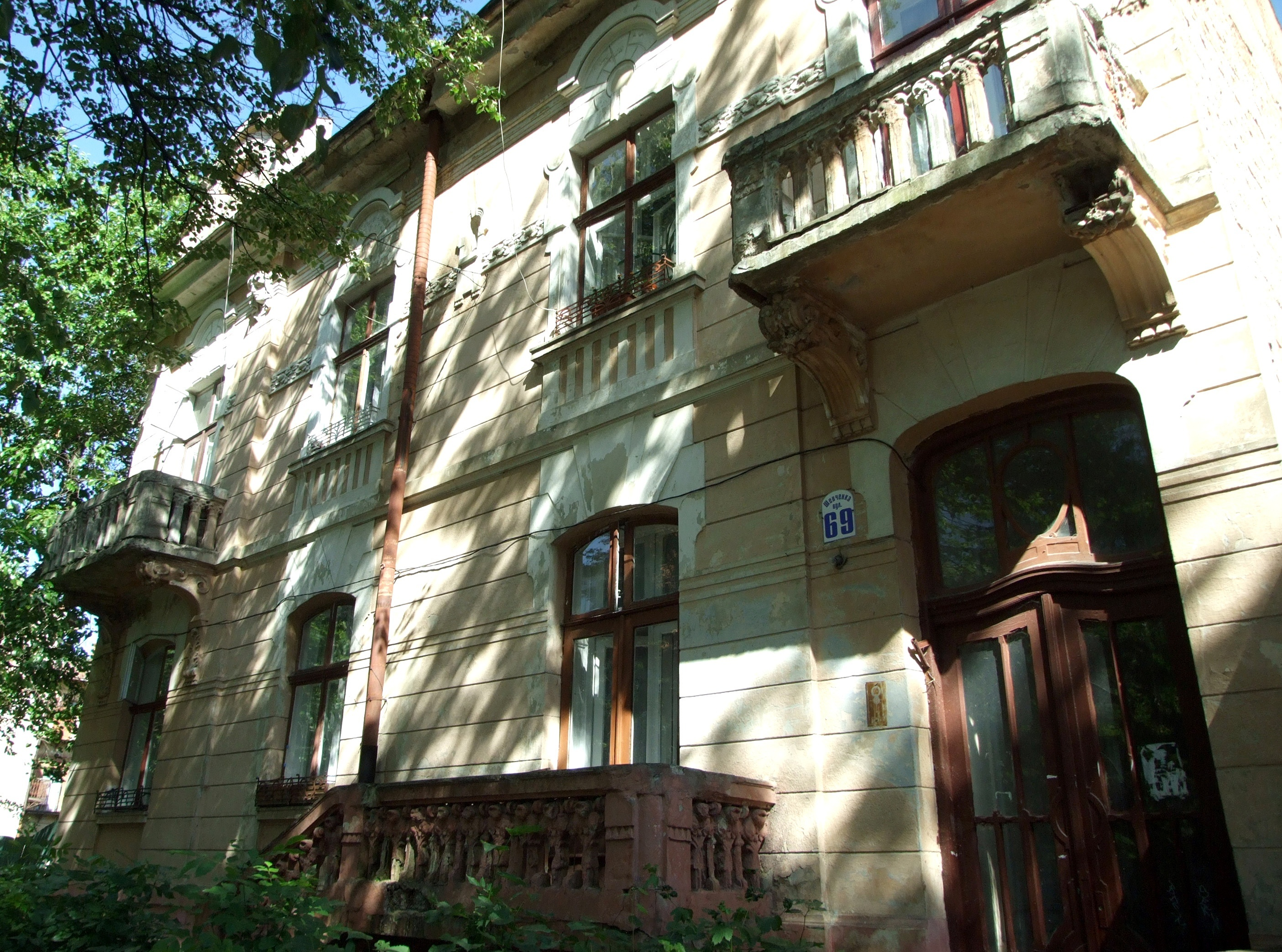
Будинок № 69
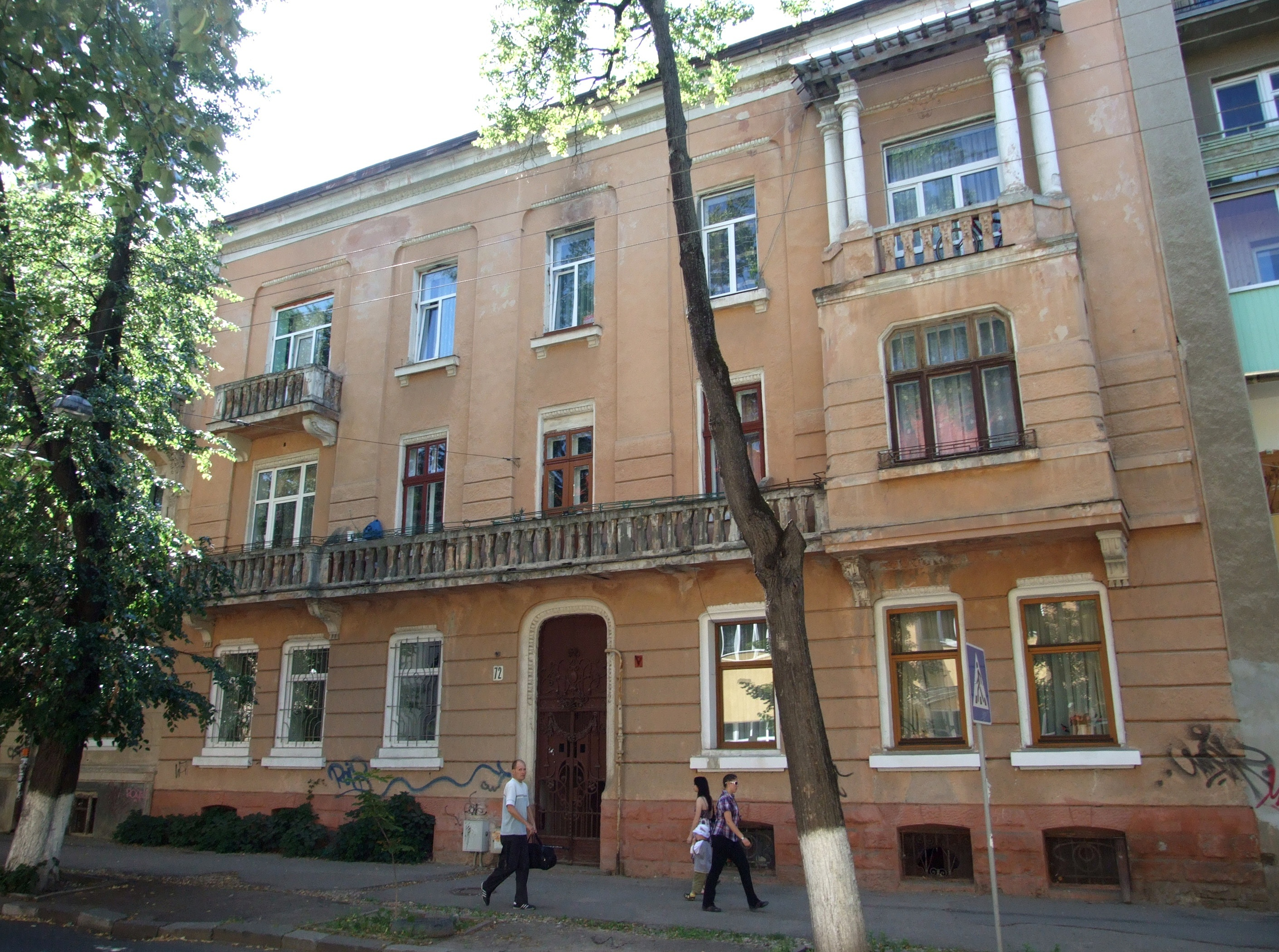
Будинок № 72
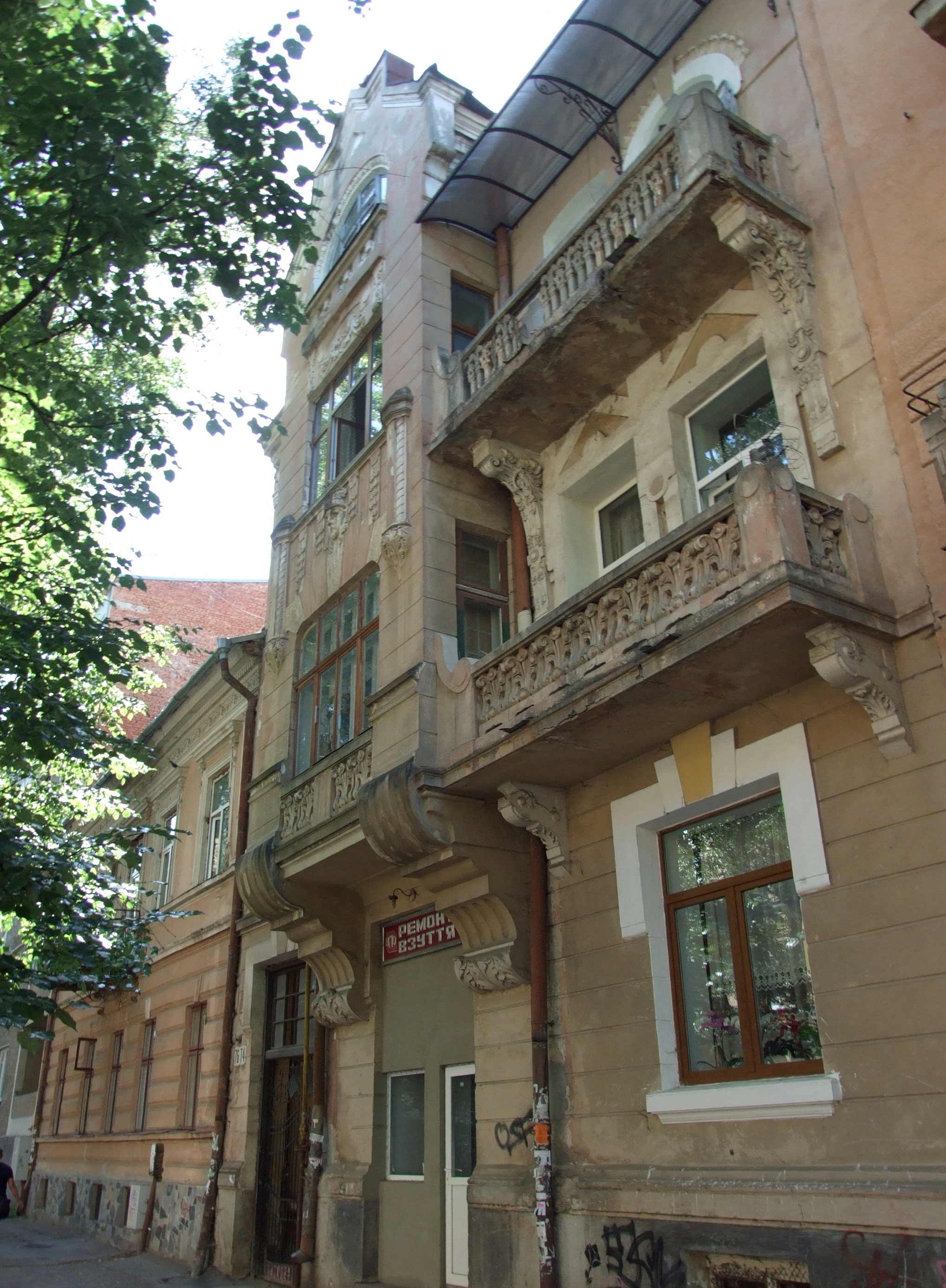
Будинок № 74
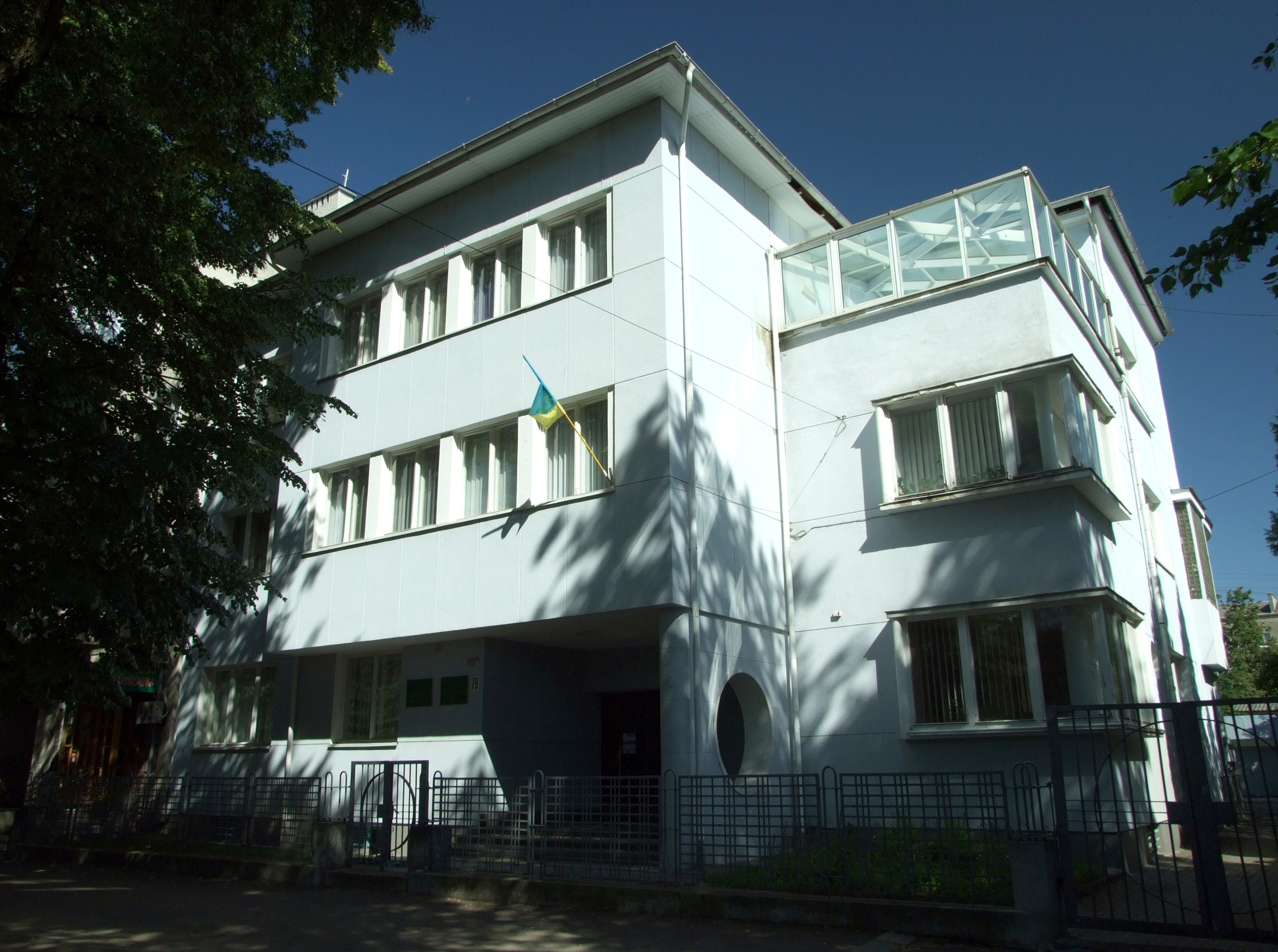
Будинок № 79
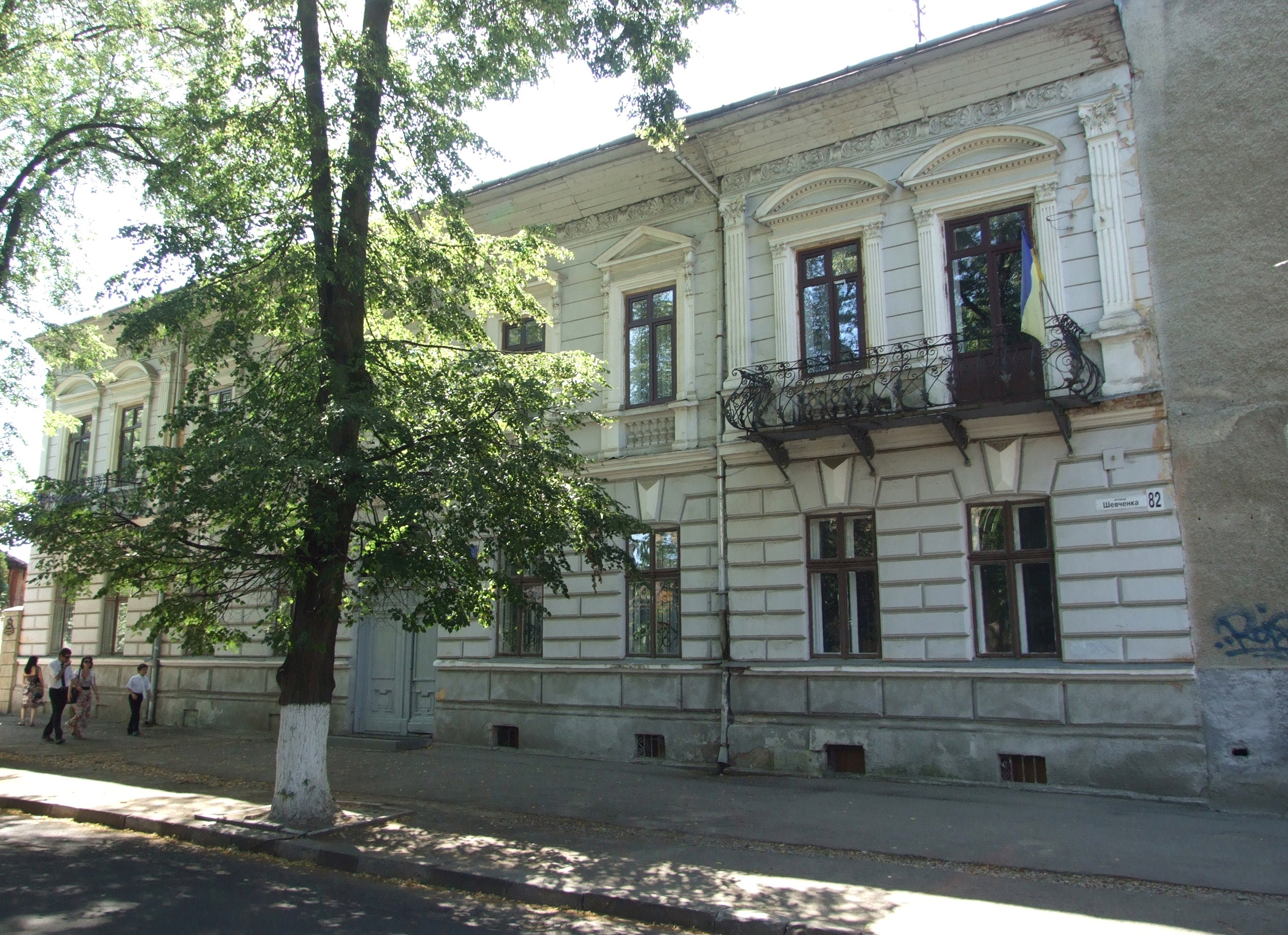
Будинок № 82
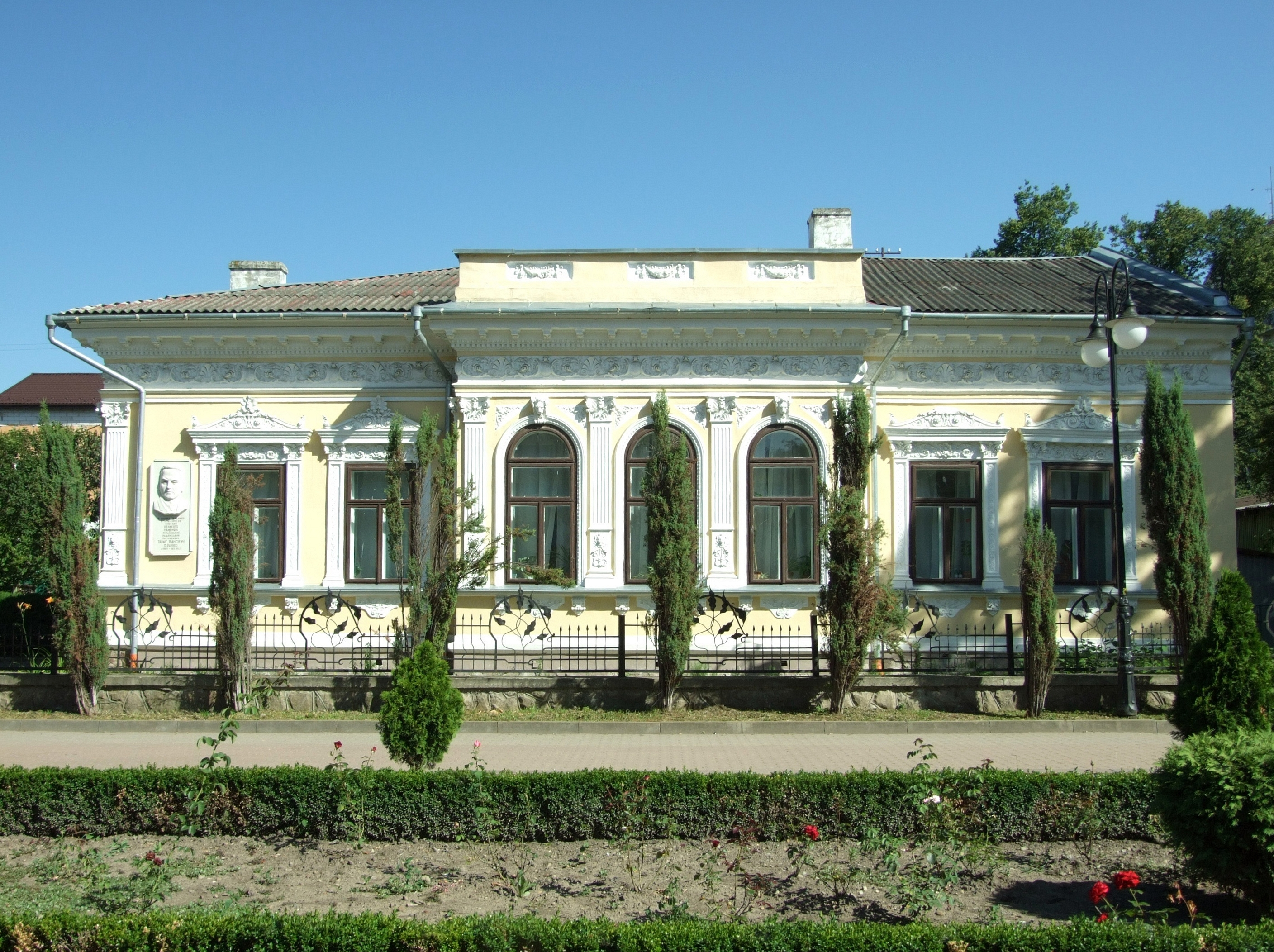
Будинок № 95
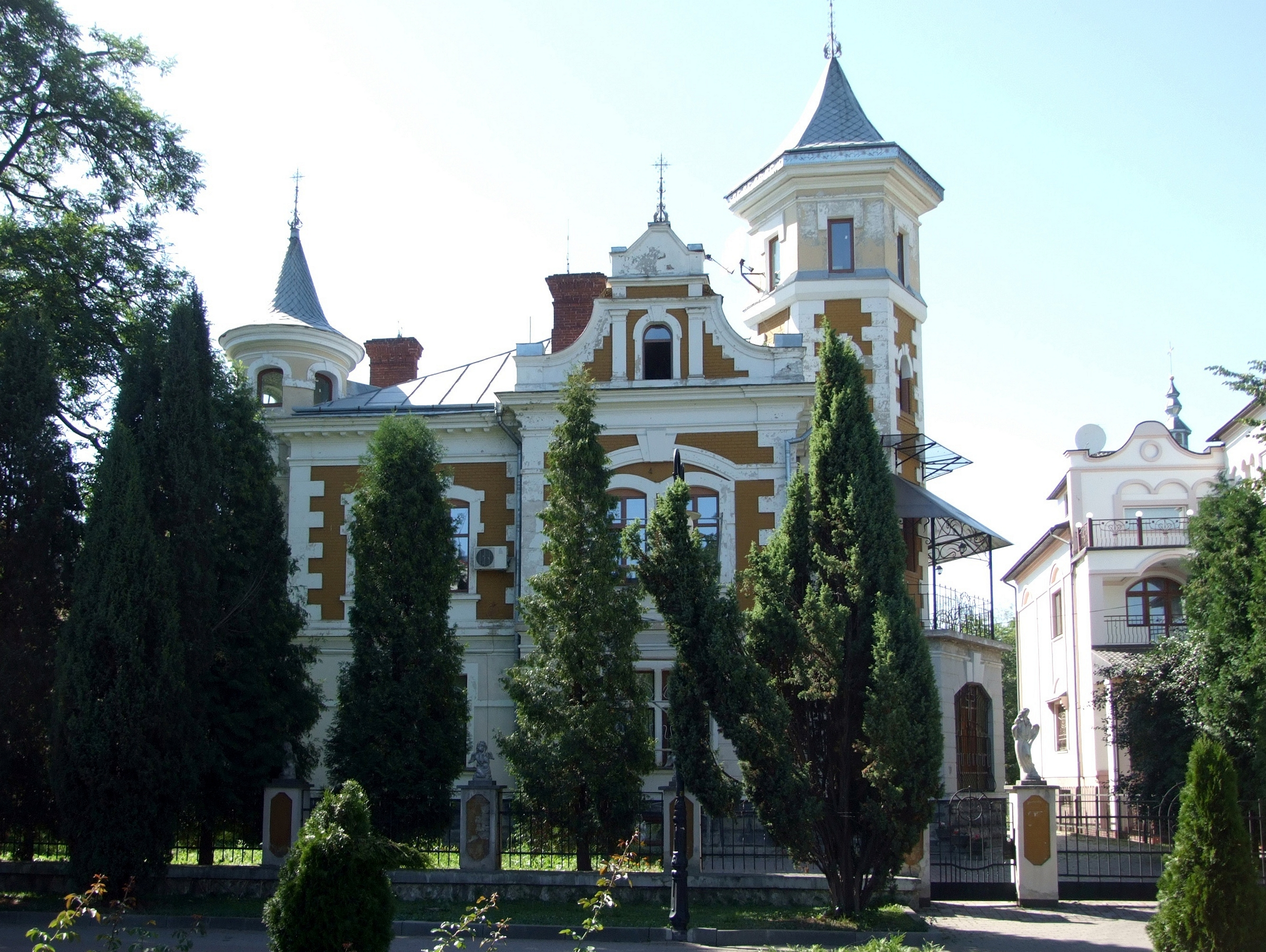
Будинок № 100
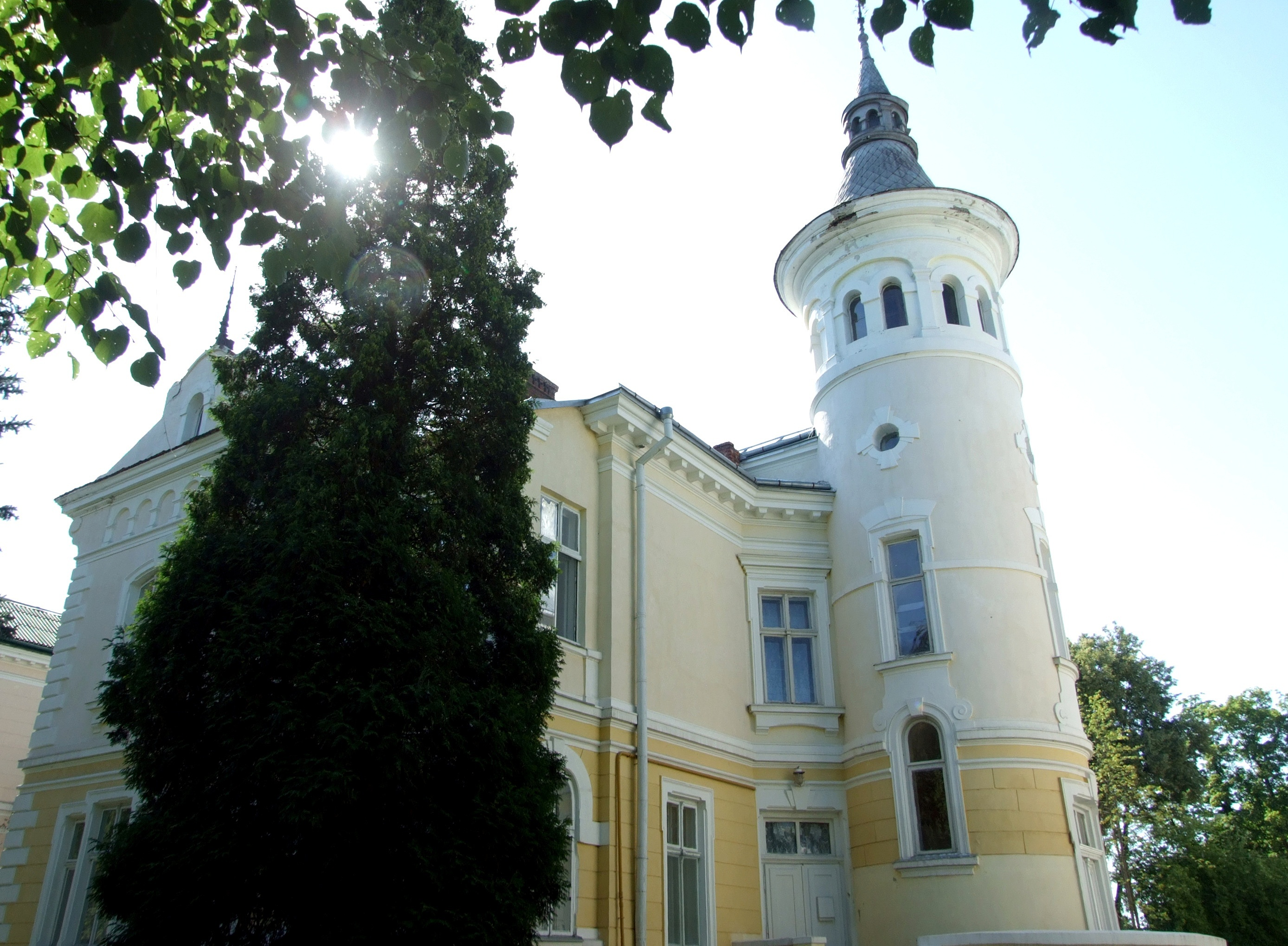
Будинок № 102
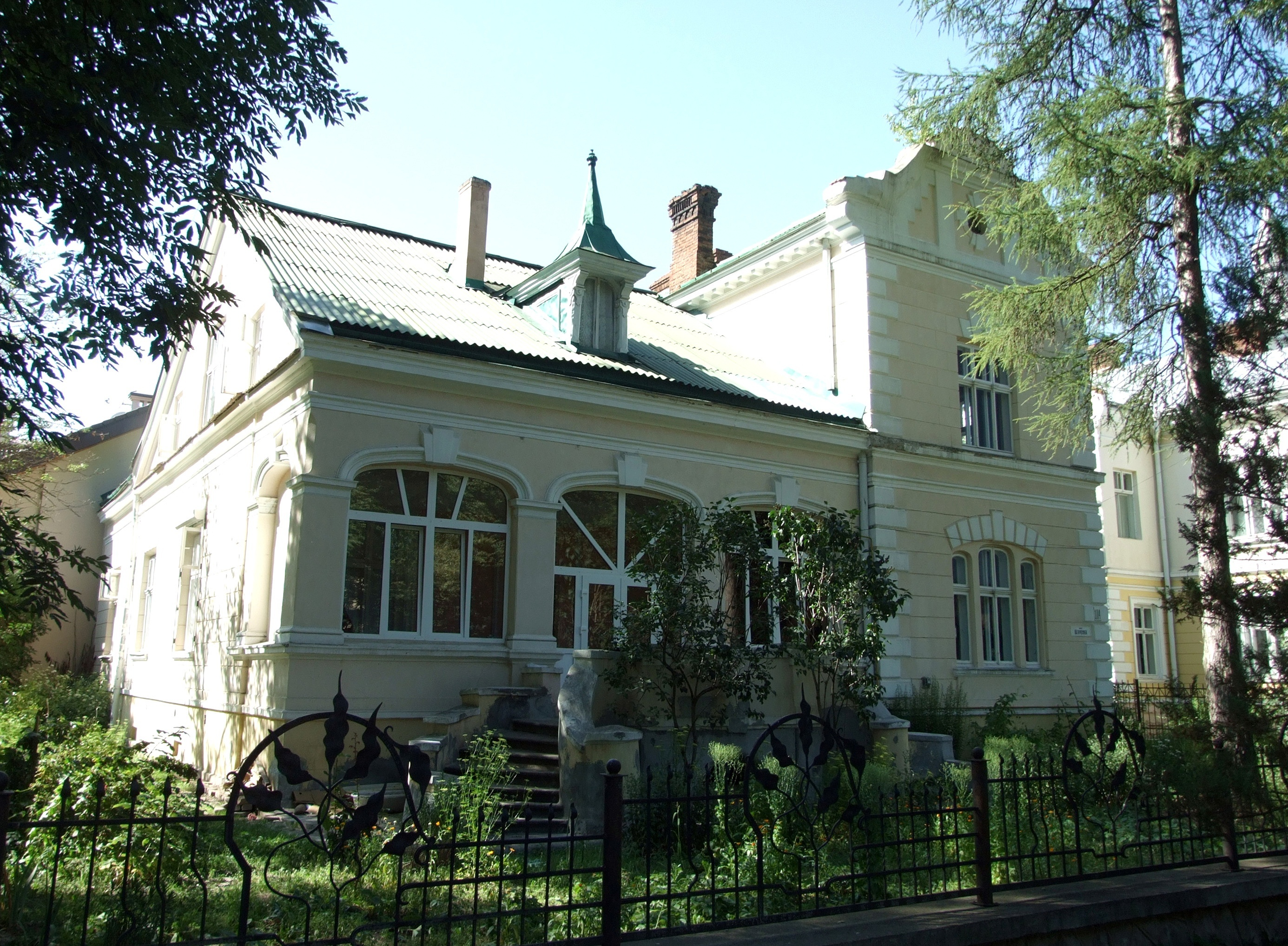
Будинок № 104